# Teoria triangular de l'amor
La teoria triangular de l'amor, desenvolupada per Robert Sternberg, classifica l'amor en les relacions interpersonals en tres escales diferents: intimitat, passió i compromís. Intimitat representa la comunicació oberta, la confiança en la parella, la comprensió i la felicitat d'estar junts. El component passional inclou la passió sexual, la satisfacció de l'autoestima i la capacitat de relacionar-se. I, finalment, el compromís es divideix en dos: a curt termini, que és reconèixer que s'estima una persona; i a llarg termini, que és la determinació de mantenir aquest amor. Segons aquesta teoria, qualsevol amor pot ser explicat com una combinació d'aquests tres elements. Les relacions basades només en un d'ells tenen menys possibilitats de perdurar que les basades en dos o més.

## Tipus d'amor
| Agradar o amistat         | intimitat |        |           |
| Atracció o desig          |           | passió |           |
| Amor buit                 |           |        | compromís |
| Amor romàntic             | intimitat | passió |           |
| Amor d'amic               | intimitat |        | compromís |
| Amor irracional (idil·li) |           | passió | compromís |
| Amor complet              | intimitat | passió | compromís |

El pes de cada component va variant durant el transcurs d'una relació adulta:
1. Agradar inclou només un dels components de l'amor: la intimitat. En aquest cas, agradar no és usat en un sentit trivial. Sternberg diu que aquest agradar íntim caracteritza les amistats vertaderes, en les quals la persona sent un vincle, una calidesa i una proximitat amb l'altre, però no experimenta una passió intensa ni un compromís durador.
2. Atracció consisteix solament en passió i sovint és el que anomenem "amor a primera vista". Però sense els components d'intimitat i compromís l'amor atractiu pot desaparèixer en qualsevol moment.
3. Amor buit es basa en el component de compromís sense intimitat ni passió. Alguns cops, un amor fort es deteriora cap a amor buit, en el qual el compromís es manté mentre que la passió i la intimitat es perden. En les cultures en què hi ha matrimonis preacordats les relacions comencen amb un amor buit.
4. Amor romàntic és la combinació d'intimitat i passió. Els amants romàntics estan lligats emocionalment (com en el cas d'agradar-se) i físicament gràcies a la passió existent.
5. Amor d'amic es basa en intimitat i compromís. Aquest tipus d'amor es troba sovint en les parelles en què la passió ha desaparegut de la relació, però el sentiment d'afecte i compromís continuen. També se sol donar en les persones amb qui comparteixes la vida però sense desig sexual. És l'amor ideal entre membres d'una família o entre molt bons amics.
6. Amor irracional té la passió i el compromís, però li manca el component d'intimitat. Aquest tipus d'amor pot ser exemplificat per una relació amb un festeig curt i un casament en què el compromís és motivat principalment per la passió, sense haver donat temps a desenvolupar la intimitat.
7. Amor complet és l'únic tipus que inclou els tres components. És la forma més completa d'amor i representa la relació amorosa ideal a què la majoria de gent vol arribar. Sternberg avisa que mantenir una relació d'amor complet pot ser fins i tot més difícil que aconseguir-la. Remarca la importància de portar a la pràctica els components de l'amor: "Sense demostracions", avisa, "fins i tot el més gran dels amors pot morir" (1987, p. 341).